# Balaton Sound
Le Balaton Sound (également connu sous le nom MasterCard Balaton Sound depuis 2013) est un festival de musique électronique, et l'un des plus importants festivals en plein air du genre en Europe. Il est organisé depuis 2007 à Zamárdi sur la rive sud du lac Balaton, le plus grand lac d'Europe centrale, en Hongrie durant la seconde semaine du mois de juillet. L'événement a été co-créé par les organisateurs du Sziget Festival.

## Histoire
Le Balaton Sound regroupe des artistes de musique électronique sur une plage du lac Balaton durant 5 jours sur 6 scènes différentes diffusant de la musique 24h/24. Ce festival transforme Zamárdi, une petite ville de Hongrie située à 70 kilomètres de Budapest, en un lieu de fête attirant les clubbers de toute l'Europe et propose des soirées et after party pour les festivaliers les plus motivés. Reconnu comme un modèle d'organisation, le Balaton Sound est primé Best Medium-Sized Festival lors de la cérémonie des European Festivals Awards en 2012 pour son atmosphère conviviale mais également pour la qualité de sa programmation et des services offerts[réf. nécessaire].
Selon une étude de KPMG, 88 000 personnes ont visité le festival pendant les quatre jours de l'événement en 2008, la moyenne journalière étant de 22 000 personnes. Les visiteurs ont dépensé au total plus de 1,6 milliard de HUF, soit 41 000 de HUF par personne, principalement en droits d'entrée, nourriture et hébergement. En 2009, le nombre de visiteurs atteint 94 000. En 2012, le festival devient le deuxième plus grand festival de musique en Hongrie (après le Sziget Festival) et l'un des festivals de musique électronique les plus peuplés d'Europe,.
L'édition 2012 remporte l'European Festivals Award dans la catégorie du meilleur festival européen de taille moyenne au début de l'année 2013.
En 2018, les têtes d'affiche du festival comprend (entre autres) David Guetta, Alesso, Dimitri Vegas & Like Mike et The Chainsmokers. Une déclaration des producteurs du festival confirme que le festival 2018 a battu son précédent record de fréquentation, avec 165 000 participants, soit 8 000 de plus que le record précédent. Le Balaton Sound 2019 débute le 3 juillet et se termine le 7 juillet, avec en tête d'affiche J Balvin, Future et les DJ Armin van Buuren, Tiësto et Marshmello.

## Programmations notables

### 2007
Line-ups de 2007, 2008, 2009, et 2013.
| —                  | 12 juillet                                                                          | 13 juillet | 14 juillet                                                                                         | 15 juillet                                                                                      |
| ------------------ | ----------------------------------------------------------------------------------- | --- | -------------------------------------------------------------------------------------------------- | ----------------------------------------------------------------------------------------------- |
| Stage Fever Arena  | - Junkie & Hawkie - Kühl - Darren Emerson - Eric Prydz - Sterbinszky                | - Junkie & Hawkie - Client - Muzzaik - Roger Sanchez - Ferry Corsten - Shane 54                                                                         | - Junkie & Hawkie - Pöli - Junkie XL - Hernan Cattaneo - Slam Jr                                   |                                                                                                 |
| Main Stage         | —                                                                                   | - Belga - Hiperkarma, Patrice - Anima Sound System - Basement Jaxx                                                                                      | - Emil.RuleZ! - Leeroy (Saian Supa Crew) - Oi Va Oi - The Brand New Heavies - Kruder & Dorfmeister | - PASO - Beastie Boys                                                                           |
| T-Mobile- LG Stage | - DJ Viki - Mitsura - Quimby - Kispál és a Borz - Bauchklang - Yonderboi - DJ Cadik | - DJ Viki - Keyser & Shuriken - Bootsie Quartet - Barabás Lőrinc Eklektric - Zagar - Madrid De Los Autriches - Nouvelle Vague - Adam Freeland - Palotai | - DJ Viki - Dave Tipper - ColorStar - José Padilla - Fine Cut Bodies - DJ Storm - Bal & Size9      | - DJ Viki - DJ Shuriken - Singas Projekt - Irie Maffia - Zagastic - Brains - Neo - Tiga - Hot X |

### 2008
|                     | 10 juillet | 11 juillet | 12 juillet | 13 juillet                                                                                                 |
| ------------------- | --- | --- | --- | --- |
| T-Mobile Stage      | - Andre, Naga, Beta - M.A.N.D.Y. - Polymorphin                                                                | - URBS DJ set - Re: Jazz - Federico Aubele feat. Natalie Clavier - Koop - Hot X - Richie Hawtin - Igor Do Urden                                    | - Nicola Conte DJ set - José Padilla - Nicola Conte Jazz Combo - Erik Sumo Band - Ricardo Tobar live - James Holden - Coyote | - Negro @ The Uptown Felaz - Karányi - Jimi Tenor & Kabu Kabu - Los De Abajo                               |
| Heineken Main Stage | | - Goldfrapp - Quimby - Massive Attack | - Orishas - Gentleman - The B-52's                                                                                           | - Sergent Garcia - Zagar feat. Underground Divas - Fatboy Slim                                             |
| Red Lounge          | - Irie Maffia - Péterfy Bori & Love Band - Colorstar - Rewind - Palotai - Cadik, Mc Zeek, Publo, Chiburi, Lee | - Mike_Rosoft & DJ Mesterházy - Bootsie Quartet - Beat Dis - Barabás Lőrinc Eklektric - Deladap! - Russkaja - Ltj Bukem & MC Conrad - Anima DJ Set | - The Transform Quintet - Tape Underground - Singas Project - Varga Zsuzsa - Buscemi - Neo - Krafty Kuts - DJ Marka          | - Rozsnyói Trió - Anselmo Crew - Carbonfools - Anima Sound System - Fine Cut Bodies - DJ Hype & Daddy Earl |
| Samsung Mobil Arena | | - Junkie & Hawky - Mylo - Observer - Armin van Buuren - Sterbinszky                                                                                | - Junkie & Hawky - Pöli - Booka Shade - David Guetta - Muzzaik                                                               | - Junkie & Hawky - Chriss - Satoshi Tomiie - Kühl                                                          |

### 2009
|                     | 9 juillet | 10 juillet | 11 juillet | 12 juillet |
| ------------------- | --- | --- | --- | --- |
| T-Mobile Stage      | - Cogita, Andras Toth, Duel - Singas Project - Beat Dis - Realistic Crew - The Five Corners Quintet - Junkie & Hawky                                     | - URBS DJ set - Re: Jazz - Federico Aubele feat. Natalie Clavier - Koop - Hot X - Sven Väth - Igor Do Urden                                     | - Nicola Conte DJ set - José Padilla - Nicola Conte Jazz Combo - Erik Sumo Band - Ricardo Tobar live - James Holden - Coyote                                                                | - Negro @ The Uptown Felaz - Karányi - Jimi Tenor & Kabu Kabu - Los De Abajo                                             |
| Heineken Main Stage | - Headshotboyz, Newl, Tits&Clits - Dub Pistols - Nouvelle Vague - Underworld                                                                             | - Detective Kelly, Rene Mascarpone&Wachter, Streako, Sikztah - Ozomatli - Neo - Kraftwerk                                                       | - We Plants Are Happy Plants, Kollektiva - Eskorzo - }Brains - Orbital | - NVC: Zoidberg, Ioda, Subotage, Tempo - Irie Maffia - Röyksopp - Moby                                                   |
| Pesti Est Stage     | - Mesterhazy - Korai Öröm - Colorstar - Pannonia Allstars Ska Orchestra - Demon Superior - Mad Professor, I Ration, Mc Kemon                             | - Mesterházy - Blue Note Cafe/Maestro - Nostalgia 77 - Péterfy Bori&Loveband - soerii &Poolek - Fine Cut Bodies - Mstrkrft, Anima DJ set, Bergi | - Mesterházy - Blue Note Cafe/Maestro - Sadant - Goulasch Exotika - Black Cherry - Anima Sound System - Sub Focus, Chris.su                                                                 | - Mesterházy - Blue Note Cafe/Maestro - Harcsa Veronika - Anselmo Crew - Bootsie Quartet - Erik Sumo Band - DJ Zinc, Bal |
| Samsung Mobil Arena | - Junkie & Hawky - Collins&Behnam - Lucca - Carl Cox - Hot X                                                                                             | - Junkie & Hawky - Chriss - Dennes Deen - David Guetta - Sterbinszky                                                                            | - Junkie & Hawky - Szeifert - Richard Gray - Eric Morillo - Muzzaik | - Sanfranciscobeat - Reecoba - Richie Hawtin, Hearthrob, Magda                                                           |
| MR2/MOL Stage       | - Mustbeat Crew - Lollipop/Radiokraft - Gumipop: Gasman - Monkey6 - Hairy : Naga, Beta - Parov Stelar & Max the Sax - Mecca events: 30HZ, Sikztah, Metha | - Love alliance - Dub phaze - Ninjabreakz - Kollektiva - MR2 DJ set: Titusz - MR2 DJ set: Izil - MR2 DJ set: Palotai                            | - Bomb the Jazz - Girls and Mathematics - Bladerunnaz/Test - Chi Recordings: AMB, Kodek, Synus0006, Anorganik Aka Raster, Mango live - Justin Martin, Oliver$ - MR2 DJ set: Fine Cut Bodies | - Deaf Company - No Vidra Crew - MR2 DJ set: Karányi, Rob - Lick the Click - Hypnosis - Allnightbreakz                   |

### 2010
- David Guetta, The Chemical Brothers, Jamiroquai, Pendulum, Pet Shop Boys, Die Antwoord, Klaxons, Paul van Dyk, Tricky, Paul Kalkbrenner, Pink Martini, Dennis Ferrer, John Digweed, Club Des Belugas, Carl Craig, Friction, Loco Dice, 2 Many DJ's, Lange, Sven Väth, Michael Mayer, Moonbootica, Damian Lazarus, Gregor Tresher, Hernan Cattaneo, Neo, La Kinky Beat, Lottie, Paul Oakenfold[13]

### 2013
|                       | 10 juillet                                                 | 11 juillet | 12 juillet | 13 juillet | 14 juillet |
| --------------------- | ---------------------------------------------------------- | --- | --- | --- | --- |
| OTP Bank Stage        | - Edo Denova - Lotfi Begi - Roberto - Moguai - Flamemakers | - Ganxsta Zolee - Akkezdet Phiai - Baskerville (live) - Irie Maffia - The Bloody Beetroots - Dublic - Belzebass - Robotrock - Kovary | - Bëlga - Bin-Jip - Neo - Modestep - Vad Fruttik - Matt-U & MC Kemon - FuntCase - Doctor P - Palotai & MC Fedora, Dublic    | - Sonar - Sena - Žagar (en) - Karányi anthology - Brains - Ludmilla - Dimitri Vegas & Like Mike - Wondawulf - B`Andre                             | - Soerii & Poolek - Pannonia Allstars Ska Orchestra - Odett - Carbonfools - Four Tet - Fine Cut Bodies - "LA PETITE MORT" a/v Show - Amon Tobin presents Two Fingers - Friction - Chris.su |
| MasterCard Main Stage |                                                            | - Warm Up - Canard - Crystal Castles - Wu-Tang Clan - Avicii                                                                         | - Warm Up - DJ Gozth - Nas - Afrojack - Freelusion Interactive - Armin van Buuren                                           | - Warm Up - Paul Strive - Punnany Elektro - Steve Aoki - The Prodigy                                                                              | - Warm Up - Nikola - Above and Beyond - Fedde le Grand - Calvin Harris |
| Arena                 |                                                            | - Metha - Stereo Killaz - Sikztah - Justice DJ set - Brodinski - Andro                                                               | - Stereopalma - Karmatronic - Nervo - Hardwell - Dada Life - Sterbinszky                                                    | - Kühl - Jay Lumen - Julia Carpenter - Alesso - Axwell - Muzzaik                                                                                  | - Sanfranciscobeat - Minicoolboyz - Hot X - Slam - Green Velvet - The Advent - Gary Beck                                                                                                   |
| Telekom Terasz        |                                                            | - Eva Live - Volkova Sisters - Todd Terje - Naga & Beta - Scuba - Solomun - Secret Factory a.k.a. Junkie & Hawky                     | - Zajac - Plastikheaven live - 20 years Anima DJs - Jan Blomqvist - Budai - Henrik Schwartz - Dixon - Seth Troxler - Coyote | - Reecoba - Invoice - Erpelpelle live - Bernáthy Zsiga live - Bruno from Ibiza - Chriss Ronson - Hernán Cattáneo - Fairmont - Jamie Jones - Dandy | - Yvel & Tristan - We Plants Are Happy Plants - Compact Disco - DJ Koze - Nora Naughty & Roocha - Magda - tINI - Loco Dice - Poli & Polarize                                               |

### 2018
- Dimitri Vegas & Like Mike, The Chainsmokers, Martin Garrix, NERVO, Timmy Trumpet, W&W, David Guetta, DJ Snake, TY Dolla $ign, Jonas Blue[13].

### 2019
- The Chainsmokers / DJ Snake / Sean Paul, Tiësto; Armin van Buuren, Marshmello, Claptone, CamelPhat, Don Diablo / KSHMR, Paul Kalkbrenner, Nicky Romero, Tchami x Malaa, Nervo, Future, Timmy Trumpet, G-Eazy, Sam Feldt (live), Deorro, Alle Farben, Hernan Cattaneo, J Balvin, Sofi Tukker, Dubfire, Deborah De Luca, Valentino Khan, Desiigner, Denzel Curry, Youngr, Rudimental (live), Jess Glynne, Gryffin, Madeintyo, Killy, Martin Jensen, Jauz, Saweetie, Buddy, Jay Pryor, Ski Mask The Slump God, Yxng Bane, Missio, Vinai, Sunnery James & Ryan Marciano.

### 2020
- Martin Garrix / DJ SNAKE / Kygo / Don Diablo / Dimitri Vegas & Like Mike / MARSHMELLO / Robin Schulz / CAMELPHAT / Jax Jones / Steve Aoki / Lost Frequencies / Vini Vici / Dillon Francis et bien d'autres.